# Sikyong
Le sikyong (tibétain : སྲིད་སྐྱོང༌, Wylie : srid skyong) est le chef du Kashag, ou conseil ou cabinet des ministres du gouvernement tibétain en exil.

## Histoire
La fonction de kalon tripa, ou premier ministre tibétain, est créée en 1907. Il est subordonné à l'autorité du dalaï-lama, lequel est le chef de l’État.
À partir de 2001, il est élu au suffrage universel par les Tibétains en exil. Le mandat est de cinq ans, renouvelable une seule fois. Depuis lors, les ministres, membres du Kashag, sont nommés par le Kalon Tripa qui en est le président.
Le 29 juillet 2001, le professeur Samdhong Rinpoché est élu Premier ministre du gouvernement tibétain en exil. C'est la première fois que le Premier ministre est choisi au suffrage direct, à la suite des réformes annoncées par le dalaï-lama la même année. Il est réélu en 2006 par la diaspora tibétaine. Le dalaï-lama le nomme officiellement « kalon tripa du 13e Kashag ».
Lobsang Sangay est élu Premier ministre le 20 mars 2011. Il prête serment le 8 août suivant.
En septembre 2012, sur décision du parlement tibétain en exil, ce titre est remplacé par celui de sikyong qui signifie dirigeant politique tibétain.
Le 20 mars 2016, Lobsang Sangay est réélu pour un deuxième et dernier mandat. Le 11 avril 2021, Penpa Tsering est élu nouveau sikyong et prête serment le 27 mai suivant.